# Ashton Irwin
Ashton Fletcher Irwin (* 7. Juli 1994 in Hornsby) ist ein australischer Schlagzeuger, Sänger und Songwriter. Bekannt wurde er als Mitglied der australischen Band 5 Seconds of Summer. 2020 veröffentlichte Irwin sein Debütalbum Superbloom.

## Leben
Irwin stammt aus New South Wales und wuchs ohne seinen US-amerikanischen Vater auf, der die Familie verließ, als Irwin zwei Jahre alt war. Seine Mutter kämpfte während seiner Kindheit mit einer Alkoholabhängigkeit, was ihn nachhaltig beeinflusste.
Irwin hat zwei jüngere Halbgeschwister.
Erstmals mit dem Schlagzeug kam er zu Grundschulzeiten in Berührung. Unterricht erhielt er anfangs durch seinen Stiefvater. Zu Schulzeiten gründete Irwin an seiner Highschool in Richmond zunächst eine eigene Jazz-Funk-Band, bevor er der Band 5 Seconds of Summer, die Luke Hemmings, Michael Clifford und Calum Hood an einer 20 Minuten entfernten Schule gegründet hatten, beitrat. Irwin wurde von Clifford dazu 2011 über Facebook kontaktiert, da das Trio zu dem Zeitpunkt noch nach einem Schlagzeuger gesucht hatte. Erste Aufmerksamkeit erreichte 5 Seconds of Summer durch ihre YouTube-Videos. Den Durchbruch erzielte die Band, nachdem sie 2014 auf der Tournee von One Direction als Vorgruppe auftraten.
Im September 2020 kündigte Irwin sein erstes Soloalbum, Superbloom, für Oktober 2020 an. In seinem Debütalbum setzt sich Irwin mit verschiedenen persönlichen Themen auseinander, unter anderem seinen Kampf mit Depressionen und Dysmorphophobie sowie den Umgang mit negativer Presse.

## Diskografie
Siehe auch: Diskografie 5 Seconds of Summer

### Alben
- 2020: Superbloom
- 2024: Blood On The Drums

### Singles
- 2020: Skinny Skinny
- 2020: Have U Found What Ur Looking For
- 2020: Scar
- 2024: Straight To Your Heart
- 2024: Blood On The Drums
- 2024: The Canyon